# Pseudoscada genetyllis
Pseudoscada genetyllis är en fjärilsart som beskrevs av Ferreira D'almeida 1920. Pseudoscada genetyllis ingår i släktet Pseudoscada och familjen praktfjärilar. Inga underarter finns listade.